# Charles Delporte (zapaśnik)
Charles Eugène Delporte (ur. 21 marca 1914 w Lille, zm. 18 czerwca 1940 w Saint-Sauveur-de-Pierrepont) – francuski zapaśnik walczący w stylu wolnym. Olimpijczyk z Berlina 1936, gdzie zajął czwarte miejsce w wadze lekkiej.

## Letnie Igrzyska Olimpijskie 1936
| Konkurencja      | Rundy eliminacyjne     | Rundy eliminacyjne | Rundy eliminacyjne | Rundy eliminacyjne     | Rundy eliminacyjne           | Klas. końcowa |
| Konkurencja      | Przeciwnik I           | Przeciwnik II      | Przeciwnik III     | Przeciwnik IV          | Przeciwnik V                 | Miejsce       |
| ---------------- | ---------------------- | ------------------ | ------------------ | ---------------------- | ---------------------------- | ------------- |
| 66 kg styl wolny | Károly Kárpáti (HUN) P | Aage Meyer (DEN) Z | Bez walki Z        | Adalbert Toots (EST) Z | Hermanni Pihlajamäki (FIN) P | 4.            |